# 동진 안제
진 안황제 사마덕종(晉 安皇帝 司馬德宗, 382년 ~ 419년 1월 28일(418년 음력 12월 17일))은 중국 동진의 제10대 황제이다. 효무제의 아들이자 공제의 동복형이며, 자는 휘와 동일한 덕종(德宗)이다.

## 생애
효무제와 진귀녀의 맏아들로 태어나 5세 때인 387년에 태자가 되었다. 그러나 안제는 선천적으로 중증 지적장애를 가지고 있었기에 말을 하지 못하고 모든 감각을 느끼지 못했으며 대소변도 가리지 못했다. 따라서 혼자서는 목숨조차 연명하기 어려운 상태였기에 그의 동복동생인 낭야왕 사마덕문(훗날 동진 공제)이 그를 평생동안 돌봐줘야만 했다.
396년, 효무제의 사망으로 즉위하였으나 당연히 황제로써의 직무를 수행할 수 없었기에 숙부인 회계왕(會稽王) 사마도자(司馬道子, 364~402)가 섭정하였으나 그는 귀신에 빠져서 직무를 아예 안하며 주색에 여념이 없었다. 결국 할 수 없이 399년에 사마도자 대신에 그의 아들인 사마원현(司馬元顯, 382~402)을 섭정으로 삼았다. 사마원현은 능력 자체는 뛰어났으나 인격이 잔악무도하고 행실이 엉망이였다. 또한 사마원현은 매우 탐욕스러워 뇌물을 받고 나라를 어지럽혔다. 이로 인하여 손은의 난이 발발했으며 환온의 아들로 형주자사 겸 강주자사인 환현(桓玄)도 덩달아 난을 일으켰다. 환현은 사마도자와 사마원현 부자의 목을 베어 그 수급을 자기가 타고 온 배에 효수했다. 그 직후 바로 안제를 생포했다.
403년, 안제는 환현에게 협박당해서 강제로 선양당하고 평고왕으로 강등당했다가 404년에 유유가 환현을 격파하고 안제를 복위시켰다. 이후 동진은 사실상 유유가 통치하는 형국이 되었고 유유는 유목지에게 내정을 맡기고 원정을 떠났는데 유목지가 사망하자 이 원정은 흐지부지 되어 유유는 그냥 중앙에 되돌아왔다. 이런 상황이 되자 유유의 인망이 땅으로 떨어지고 백성들이 안제를 동정하기 시작하자 유유는 이대로 뒀다간 안되겠다 싶어서 안제를 죽일 기회를 노리다가 안제를 돌봐주던 사마덕문이 병들어 몸져눕자 그 기회를 틈타 중서시랑 왕소지를 시켜 교살시켰다.
중국 역사상 최악의 바보로 태어난 탓에 비운의 인생을 산 장본인이다. 또한 사마덕종의 극에 달하는 멍청함으로 인하여 제후들이 서로 자기가 실권을 쥐겠다고 난리를 치는 통에 동진은 더욱 혼란에 빠지게 되었으며 결국 그 다음대인 동진 공제의 대에 이르러서 유유에 의해 동진은 멸망하고 말았다.

## 기년
| 안제        | 원년            | 2년        | 3년        | 4년        | 5년        | 6년                                 | 7년                | 8년        | 9년                 | 10년       |
| ----------- | --------------- | ---------- | ---------- | ---------- | ---------- | ----------------------------------- | ------------------ | ---------- | ------------------- | ---------- |
| 서력 (西曆) | 397년           | 398년      | 399년      | 400년      | 401년      | 402년                               | 403년              | 404년      | 405년               | 406년      |
| 간지 (干支) | 정유(丁酉)      | 무술(戊戌) | 기해(己亥) | 경자(庚子) | 신축(辛丑) | 임인(壬寅)                          | 계묘(癸卯)         | 갑진(甲辰) | 을사(乙巳)          | 병오(丙午) |
| 연호 (年號) | 융안(隆安) 원년 | 2년        | 3년        | 4년        | 5년        | 6년 원흥(元興) 원년 대형(大亨) 원년 | 2년 원흥(元興) 2년 | 3년        | 4년 의희(義熙) 원년 | 2년        |
| 안제        | 11년            | 12년       | 13년       | 14년       | 15년       | 16년                                | 17년               | 18년       | 19년                | 20년       |
| 서력 (西曆) | 407년           | 408년      | 409년      | 410년      | 411년      | 412년                               | 413년              | 414년      | 415년               | 416년      |
| 간지 (干支) | 정미(丁未)      | 무신(戊申) | 기유(己酉) | 경술(庚戌) | 신해(辛亥) | 임자(壬子)                          | 계축(癸丑)         | 갑인(甲寅) | 을묘(乙卯)          | 병진(丙辰) |
| 연호 (年號) | 3년             | 4년        | 5년        | 6년        | 7년        | 8년                                 | 9년                | 10년       | 11년                | 12년       |
| 안제        | 21년            | 22년       |            |            |            |                                     |                    |            |                     |            |
| 서력 (西曆) | 417년           | 418년      |            |            |            |                                     |                    |            |                     |            |
| 간지 (干支) | 정사(丁巳)      | 무오(戊午) |            |            |            |                                     |                    |            |                     |            |
| 연호 (年號) | 13년            | 14년       |            |            |            |                                     |                    |            |                     |            |